# Acontinae
Sous-famille
Les Acontinae sont une sous-famille de sauriens de la famille des Scincidae.

## Répartition
Les espèces de cette sous-famille se rencontrent en Afrique australe.

## Liste des genres
Selon The Reptile Database (30 septembre 2013) :
- Acontias Cuvier, 1817
- Typhlosaurus Wiegmann, 1834

## Publication originale
- Gray, 1845 : Catalogue of the specimens of lizards in the collection of the British Museum, p. 1-289 (texte intégral).